# Joseph Lycett

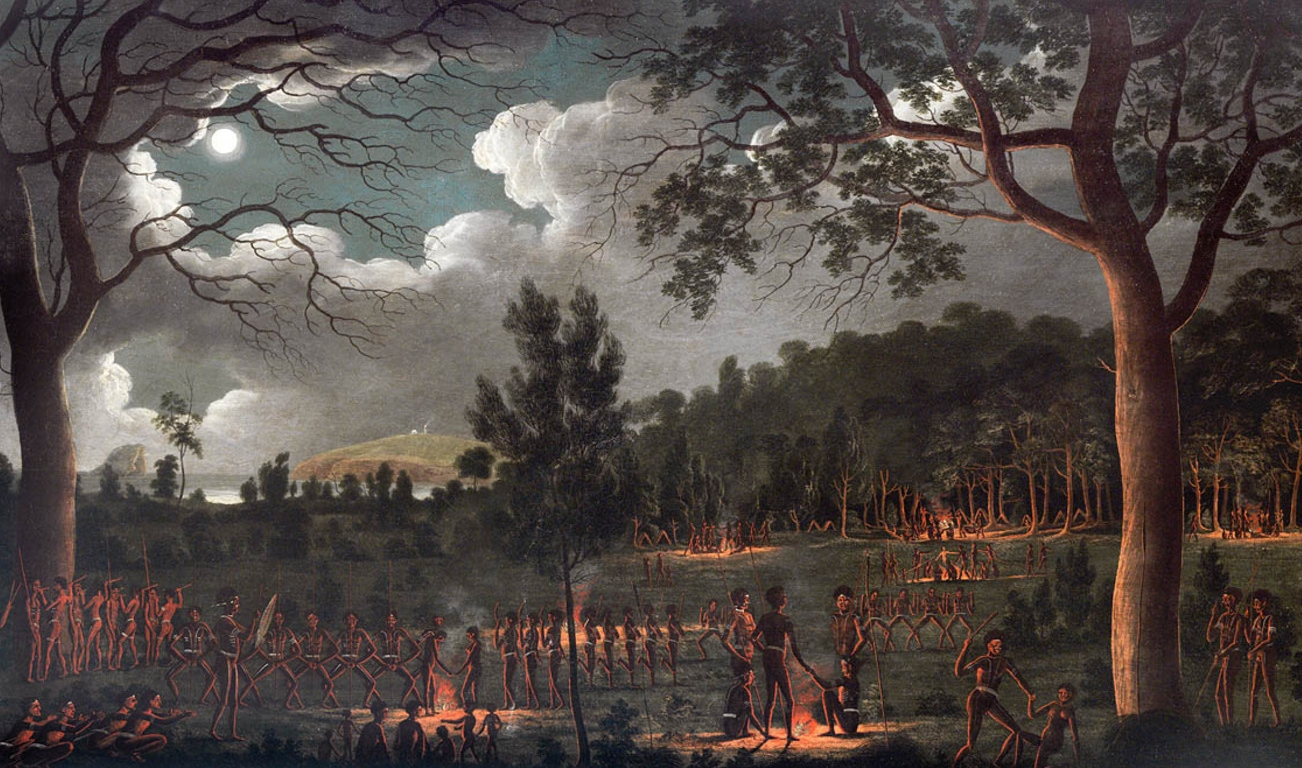
Corroboree Newcastle von Joseph Lycett

Joseph Lycett (* um 1774 in Staffordshire, Königreich Großbritannien; † zwischen 1825 und 1828 im Vereinigten Königreich Großbritannien und Irland) war ein britischer Maler und Fälscher. Er war auf Porträt- und Miniaturmalerei spezialisiert.

## Werdegang
Joseph Lycett wurde während der Regierungszeit von Georg III. in der Grafschaft Staffordshire geboren. Über seine Jugendjahre ist nichts bekannt. Er war als Porträt- und Miniaturmaler tätig. Am 10. August 1811 wurde er vom Schwurgericht in Shropshire der Fälscherei für schuldig befunden und zu 14 Jahren in der Sträflingskolonie Australien verurteilt. Im Februar 1814 erreichte Lycett am Bord der General Hewitt Sydney. Das Kommando hatte Kapitän James Wallis vom 46. Regiment. Der Architekt Francis Greenway, der wegen Bilanzfälschung und betrügerischen Bankrotts verurteilt wurde, war mit am Bord. Lycett wurde bald nach seiner Ankunft zum Clerk im Polizeikommissariat ernannt.
Im Mai 1815 wurde Sydney mit Hunderten von geschickt gefälschten 5s-Wechseln überschwemmt, welche auf den Postmeister gezogen waren. Sie wurden zu Lycett zurückverfolgt, bei dem eine kleine Copper-Plate Press gefunden wurde. Infolgedessen wurde er der Fälscherei für schuldig befunden und in die Strafkolonie Newcastle geschickt. Strenge Disziplin und harte Strafen waren an der Tagesordnung. Für Lycett verbesserte sich die Situation erst, nach dem Major James Willis – der Kommandant der General Hewitt – im Juni 1816 das Kommando übernahm. Lycett erstellte Pläne für eine von Wallis geplante Kirche, welche 1818 gebaut wurde. In diesem Zusammenhang malte er das Altargemälde. Er soll auch für das Dreilichtfenster verantwortlich gewesen sein, welches heute noch in der Sakristei der Kathedrale von Newcastle upon Tyne existiert. Auf Empfehlung von Wallis erhielt Lycett eine bedingte Begnadigung. Zwischen 1819 und 1820 war er als Auftragsmaler tätig und erstellte zahlreiche Bilder für Privatkunden in dieser Zeit. Im Februar 1820 sandte der Kolonialgouverneur Lachlan Macquarie drei seiner Zeichnungen, darunter eine große Ansicht von Sydney, an den Secretary of State for the Colonies Henry Bathurst, 3. Earl Bathurst in Großbritannien. Es wird allgemein angenommen, dass seine vollständige Begnadigung, welche er am 28. November 1821 erhielt, eine Belohnung für diese Werke war.
Lycett heiratete möglicherweise in der Kolonie. Im Juni 1822 kündigte er an mit seinen zwei Töchtern diese in Richtung Großbritannien zu verlassen. Sie gingen im September 1822 an Bord der Shipley. Was mit ihm nach seiner Ankunft passierte, ist nicht klar. Einer handschriftlichen Bleistiftnotiz in einer der Mitchell Library Kopien der Stellungnahmen betreffend Australien lebte er in Bath und wurde wegen Fälscherei von Wechseln der Stourbridge Bank verhaftet. Lycett soll versucht haben Selbstmord zu begehen, indem er sich die Kehle aufschlitzte. Er soll später verstorben sein, als er die Wunde im Krankenhaus wieder öffnete. Dies soll irgendwann zwischen 1825 und 1828 stattgefunden haben. Es existieren aber keine Aufzeichnungen darüber.

## Werke
Lycett hat bereits in Großbritannien geplant ein Buch über Ansichten von Australien zu veröffentlichen. Es gab eine zwölfteilige Reihe, monatlich herausgegeben, jeweils zwei Aquatinta-Ansichten von New South Wales und zwei von Van-Diemens-Land, im anschaulichen Hochdruckverfahren und im Anhang Karten von beiden Kolonien. Die Reihe wurde Bathurst gewidmet und begann ab Juli 1824 zu erscheinen – eine Ausgabe, einfarbig zu 7s und farbig zu 10s und 6d. Die Ansichten wurden dann alle zusammen als Sammelband, Views in Australia (London, 1825), verkauft. Lycett beabsichtigte eine Naturgeschichte-Reihe in ähnlicher Form zu veröffentlichen, jedoch wurde das Projekt fallengelassen.

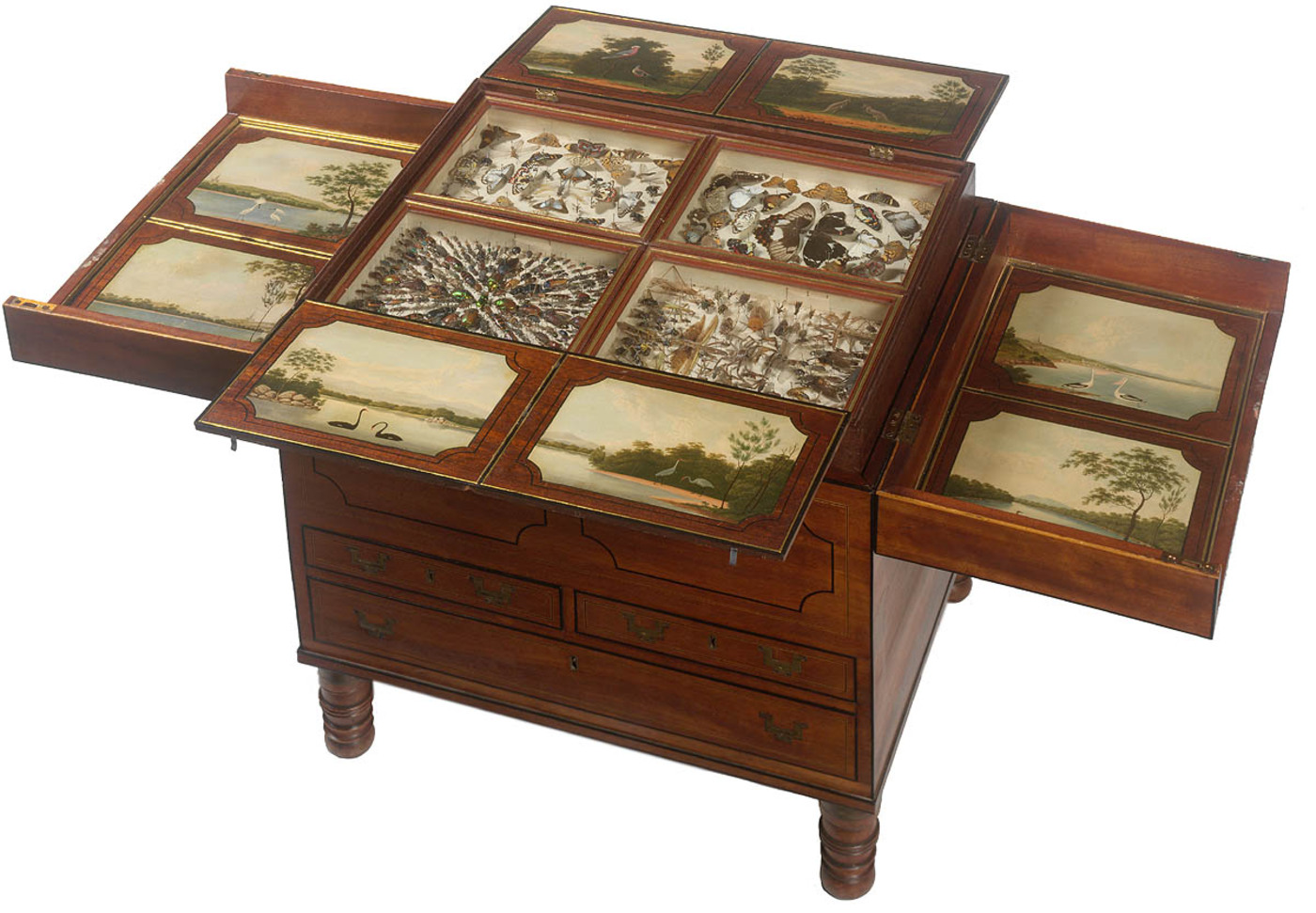
Der Kolonialgouverneur Lachlan Macquarie erhielt wahrscheinlich die Schubladentruhe um 1818 von Kapitän James Wallis

Wahrscheinlich ist Lycett der Schöpfer von einigen der bemalten Paneele auf zwei hölzernen Schubladentruhen, die sich in der Kollektion der State Library of New South Wales befinden. Es wird angenommen, dass eine von ihnen der Familie Macquarie gehörte. Sicherlich basieren einige der Paneele auf Kupferstich-Ansichten in Wallis’ 1821 Publikantion, An historical account of the Colony of New South Wales. Wallis behauptete selbst viele der Werke gemalt zu haben, auf welchen die Kupferstiche basierten, aber einige haben eine auffallende Ähnlichkeit mit Lycetts Arbeit und werden ihm zugeschrieben. Die Kupferstiche waren das Werk des Sträflings Walter Preston.

## Trivia
Lycett war laut dem Kommissar John Bigge ein gewohnheitsmäßiger Raucher.